# Strongylophthalmyiidae
Strongylophthalmyiidae Hennig, 1940 è una piccola famiglia di ditteri che comprende due soli generi:
- Strongylophthalmyia Heller, 1902
- Nartshukia Shatalkin, 1993